# Alexander Nikolajewitsch Nikolajenko
Alexander Nikolajewitsch Nikolajenko (* 6. Juni 1980 in Nowosibirsk; russisch Александр Николаевич Николаенко, englische Transkription Alexandr Nikolaenko) ist ein russischer Badmintonspieler.

## Karriere
Alexander Nikolajenko gewann 2000 seinen ersten nationalen Titel in Russland, acht weitere folgten bis 2011. Außerhalb Russlands war er unter anderem bei den Italian International, Bulgarian International, Scottish Open, Welsh International und Norwegian International erfolgreich.